# دار العلوم الحميدية
دار العلوم الحميدية هي دار للعلوم الدينية سُميت بذلك نسبةً للسلطان عبد الحميد الثاني، حيث كلف السلطان عبد الحميد الثاني أنور باشا ليترأس هيئة لزيارة الصين وكان ذلك عام 1901م للتعرف على أحوال المسلمين واحتياجاتهم. وفي مُقدمتها إنشاء كلية للعلوم الدينية في كاشغار لتجميع وتوحيد الأقليات المسلمة في الصين. وأمر السلطان عبد الحميد الثاني بتمويل بناء الجامعة الإسلامية وتسميتها باسمه، وتم الانتهاء من البناء عام 1908م. وضمت المدرسة مكتبة جمعت مئات الكتب الدينية في الحديث والتفسير والشريعة التي حملها إلى هناك كبار العلماء وأساتذة العلوم الدينية الذين عملوا سنوات طويلة في المكان.